# Euploea prusias
Euploea prusias är en fjärilsart som beskrevs av Frederick DuCane Godman och Osbert Salvin 1888. Euploea prusias ingår i släktet Euploea och familjen praktfjärilar. Inga underarter finns listade i Catalogue of Life.